# Heo Min-seon
Heo Min-seon (hangul: 허민선), mer känd under artistnamnet Way (hangul: 웨이), född 12 juli 1990 i Seoul, är en sydkoreansk sångare. Hon är mest känd som en av medlemmarna i tjejgruppen Crayon Pop.

## Karriär
Way debuterade med tjejgruppen Crayon Pop i juni 2012 och sommaren 2013 hade de sitt stora genombrott med hitsingeln "Bar Bar Bar". Tillsammans med Crayon Pop har Way varit med och släppt flera album och singlar, vunnit musikpriser och framträtt utomlands, men under tiden som gruppmedlem har hon även utfört ett par andra projekt.
I maj 2014 rapporterades det att Crayon Pops tvillingar Way och Choa skulle bilda en undergrupp, och i september samma år bekräftade Chrome Entertainment att duogruppen med namnet Strawberry Milk skulle debutera i oktober. En teaser från musikvideon tillhörande singeln "OK" släpptes den 10 oktober, innan hela musikvideon hade premiär den 15 oktober, samma dag som Strawberry Milks första album också släpptes.
I april 2015 var Way och Choa sångare i låten "Road" av Bear Planet (Kim Yoo-min), låtskrivaren bakom Crayon Pops hitlåt "Bar Bar Bar". I september 2015 medverkade Way som modell i tidskriften International bnt. Den 13 januari 2016 släpptes den digitala singeln "I Hate You", en ballad framförd av Way tillsammans med Choa. Den 2 juli 2016 släppte Way och Choa låten "Always" som är OST till TV-serien Mirror of the Witch på JTBC.

## Privatliv
Way är tvillingsyster till Crayon Pops andra gruppmedlem Choa. Det var Way som rekommenderade sin syster till skivbolaget Chrome Entertainment.

## Diskografi

### Album
| Albuminformation                                                              | Topplacering          |
| Albuminformation                                                              | Sydkorea (Gaon Chart) |
| ----------------------------------------------------------------------------- | --------------------- |
| The 1st Mini Album (EP-skiva) - Släppt: 15 oktober 2014 (som Strawberry Milk) | 8                     |

### Singlar
| År   | Titel                                         | Topplacering          |
| År   | Titel                                         | Sydkorea (Gaon Chart) |
| ---- | --------------------------------------------- | --------------------- |
| 2014 | "OK" (som Strawberry Milk)                    | 93                    |
| 2015 | "Road" (av Bear Planet, med Choa)             | —                     |
| 2016 | "I Hate You" (med Choa)                       | —                     |
| 2016 | "Always" (OST: Mirror of the Witch, med Choa) | —                     |